# Albrecht Winter
Albrecht Winter (* 14. Juni 1970 in Rüdersdorf bei Berlin) ist ein deutscher Violinist, Orchesterleiter und Hochschullehrer.

## Leben und Wirken
Albrecht Winter stammt aus einer Kantorenfamilie, in der ihn schon früh protestantische Kirchenmusiktradition und das Musizieren zu Hause prägten. Nach dem Besuch einer Spezialmusikschule studierte er von 1988 bis 1993 Violine bei Klaus Hertel an der Hochschule für Musik Leipzig.  Von 1996 bis 1997 lehrte er eineinhalb Jahre als Assistent an der Leipziger Hochschule.
Ab 1997 war Albrecht Winter für sechs Jahre Konzertmeister der 2. Violinen im Gewandhausorchester Leipzig. Von 2003 bis 2020 hatte er eine Professur für Violine und Fachdidaktik an der Wuppertaler Abteilung der Musikhochschule Köln. Seit dem Wintersemester 2020/2021 lehrt er als Professor an der Hochschule für Musik Carl Maria von Weber Dresden.
Bereits während des Studiums in Leipzig fanden sich einige sangesfreudige Musik-(nicht Gesang!) und Theologiestudenten mit dem Faible für alte Musik zusammen und bildeten das Vokalensemble „Collegium Canticorum“, dessen 2. Bass Albrecht Winter noch heute ist. Probenwochenenden und Sommerkonzerte mit einem inzwischen erweiterten Repertoire führen sie aus allen Teilen Deutschlands zusammen.
1989 entdeckten einige Studenten der Leipziger Hochschule ihre Liebe zur Salonmusik. Sie gründeten zusammen mit einem ihrer Lehrer das Salonorchester Cappuccino, dessen Violinsolist und Leiter Albrecht Winter ist und das auf eine inzwischen dreißigjährige Tradition zurückblicken kann. Das jeweils in Themenkonzerten dargebotene Repertoire der nunmehr den verschiedensten Orchestern angehörenden Musiker reicht von Bearbeitungen der Klassik bis zum swingigen Filmschlager. Die Anrechtskonzerte des Salonorchesters Cappuccino sind seit Jahren ein fester Bestandteil des Konzertangebots des Gewandhauses zu Leipzig. Ein Markenzeichen der Winterschen Konzerte ist seine informative, geistreiche und unterhaltsame Conférence.
Von 2004 bis 2013 war Albrecht Winter künstlerischer Leiter des Leipziger Neuen Bachischen Collegium Musicum. Hier legte er den Schwerpunkt neben der weltlichen Bachschen Musik auf die seiner Vorgänger und rekonstruierte die historischen Gewandhauskonzerte des 18. Jahrhunderts.
Albrecht Winter ist geschieden und hat drei Kinder.